# San Boldo
Průsmyk San Boldo (italsky Passo San Boldo, dříve též Passo Sant´Ubaldo nebo Umbaldopass) je malý průsmyk v italské oblasti Benátska mezi obcemi Trichiana (329 m) a Tóvena (272 m). Průsmyk se nachází při samém jižním úpatí Alp a spojuje údolí Val Belluna s údolím Val Mareno v nadmořské výšce 706 m. Silnice je značena jako SP 635 a je průjezdná pouze v jednom směru, takže střídavý provoz je řízen semaforem. Rychlost je omezena na 30 km/h a výška vozidel na 3,20 m, jelikož docházelo ke vzpříčení autobusů v tunelech. Pozoruhodné je vedení silnice na jižním, téměř svisle stoupajícím svahu. Silnice stoupá do sedla přes pět úzkých ve skále vystřílených smyčkových tunelů a šest mostů.

## Historie
Již koncem 19. století se uvažovalo o výstavbě silnice strmým svahem přes průsmyk. Teprve za 1. světové války mezi únorem a červnem 1918 se podařilo ženistům Rakousko-uherské armády vybudovat tuto silnici v rekordní době 100 dní za účelem zásobování fronty na Piavě. Toto dílo bylo s ohledem na krátkou dobu výstavby označeno jako silnice 100 dní. Jako pracovní síly bylo využito válečných zajatců, starců, žen a dětí místního obyvatelstva. Při závěrečných pracích na tomto strategicky důležitém díle bylo nasazeno 1 400 pracovníků v trojsměnném režimu. Vzhledem k předpokládanému transportu dělostřelectva a proviantu nesmělo stoupání vozovky přes extrémní topografické podmínky překročit 12 %. Ještě dnes je stavba považována za vrchol technického umění.